# Lily Donaldson
Lily Donaldson (ur. 27 stycznia 1987) – brytyjska supermodelka.
W 2003 roku podpisała kontrakt z londyńskim oddziałem agencji Select i zaczęła pracować jako modelka w Londynie. W 2004 roku zmieniła agencję na IMG i dzięki temu podpisała międzynarodowe kontrakty w: Mediolanie, Paryżu i Nowym Jorku. Wielokrotnie na wybiegu prezentowała kolekcje takich projektantów jak: Sonia Rykiel, Stella McCartney, Yves Saint Laurent, Calvin Klein, Chanel, Christian Dior, Christian Lacroix, Marc Jacobs, Sonia Rykiel, Sophia Kokosalaki, Prada, Proenza Schouler, Roberto Cavalli, Valentino, Versace, Viktor & Rolf, Alexander McQueen, Anna Sui, Balenciaga, Dolce & Gabbana, Donna Karan, Vivienne Westwood, Hermès, Jean-Paul Gaultier, MaxMara, Michael Kors, Nina Ricci. W latach 2010–2011 była twarzą marki Victoria’s Secret. Odbywała sesje do amerykańskiego, japońskiego, francuskiego, włoskiego, brytyjskiego, hiszpańskiego wydania magazynów mody: Vogue, Harper’s Bazaar, Elle i Marie Claire.